# Bad Doberan (distrito)
Bad Doberan é um distrito (kreis ou landkreis) da Alemanha localizado no estado de Meclemburgo-Pomerânia Ocidental.

## Cidades e municípios
| Cidades (livres)                                       | Municípios (livres)                               |
| 1. Bad Doberan 2. Kröpelin 3. Kühlungsborn 4. Neubukow | 1. Dummerstorf 2. Graal-Müritz 3. Sanitz 4. Satow |

| Ämter - Associações municipais | Ämter - Associações municipais | Ämter - Associações municipais |
| --- | --- | --- |
| - 1. Bad Doberan-Land [sede: Bad Doberan] 1. Admannshagen-Bargeshagen 2. Bartenshagen-Parkentin 3. Börgerende-Rethwisch 4. Hohenfelde 5. Nienhagen 6. Reddelich 7. Retschow 8. Steffenshagen 9. Wittenbeck - 2. Carbäk 1. Broderstorf¹ 2. Klein Kussewitz 3. Mandelshagen 4. Poppendorf 5. Roggentin 6. Steinfeld 7. Thulendorf | - 3. Neubukow-Salzhaff [sede: Neubukow] 1. Alt Bukow 2. Am Salzhaff 3. Bastorf 4. Biendorf 5. Carinerland 6. Kirch Mulsow 7. Rerik² - 4. Rostocker Heide 1. Bentwisch 2. Blankenhagen 3. Gelbensande¹ 4. Mönchhagen 5. Rövershagen - 5. Schwaan 1. Benitz 2. Bröbberow 3. Kassow 4. Rukieten 5. Schwaan1, 2 6. Vorbeck 7. Wiendorf | - 6. Tessin 1. Cammin 2. Gnewitz 3. Grammow 4. Nustrow 5. Selpin 6. Stubbendorf 7. Tessin1, 2 8. Thelkow 9. Zarnewanz - 7. Warnow-West 1. Elmenhorst/Lichtenhagen 2. Kritzmow¹ 3. Lambrechtshagen 4. Papendorf 5. Pölchow 6. Stäbelow 7. Ziesendorf |
| ¹sede; ²cidade | | |